# 北条氏邸・円成寺跡
北条氏邸・円成寺跡（ほうじょうしてい・えんじょうじあと）は、静岡県伊豆の国市にある史跡。国の史跡に指定されている。

## 歴史

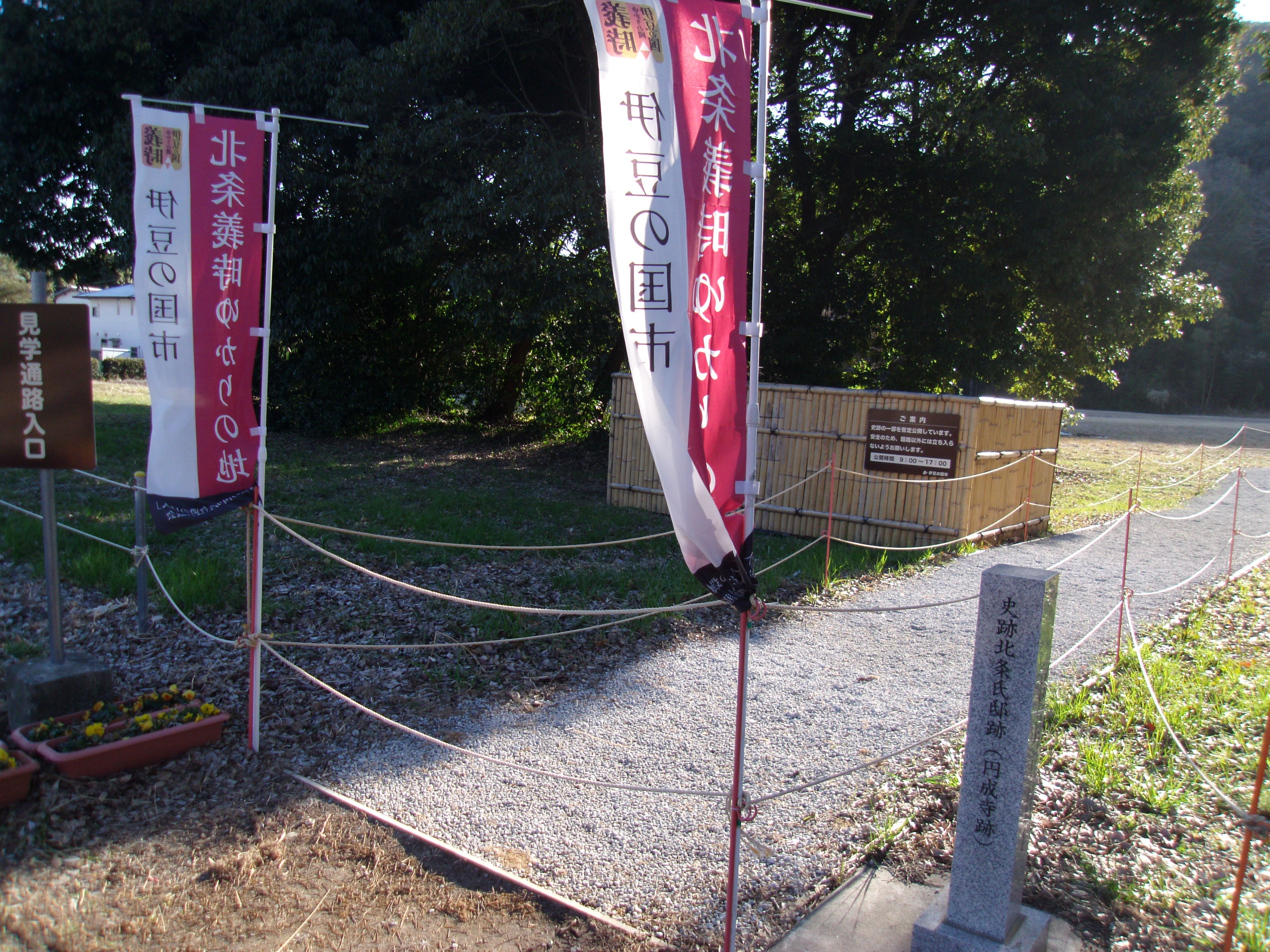
大河ドラマゆかりの地の幟がはためく北条氏邸・円成寺跡

鎌倉幕府の執権を務めた北条氏の本貫地（平安時代 - 鎌倉時代）の居館であり、北条氏滅亡後（室町時代初期）は北条高時の母である覚海円成が一族の女性たちと共に韮山の地に移り住み、一族の菩提を弔う寺院「円成寺」を建立した。
室町時代には、関東管領の上杉氏の娘などが尼僧としてこの寺に入っていたが、寛正元年（1460年）に堀越公方・足利政知がそれまで御所としていた国清寺を戦火で失うと、円成寺を接収して新たな御所とした。この時、大幅に寺域が縮小したとみられる。
その後、円成寺は江戸時代まで続いたが、やがて廃寺となった。
1996年（平成8年）9月5日に国の史跡に指定された。

## 発掘調査
伊豆の国市教育委員会により、史跡整備のための発掘調査により、非公開である。入口は狩野川沿いにあるが、調査中のため立ち入り禁止となっている。入口の南側にある守山登山道を途中まで登ると、林越しに中の様子を見ることができる。2007年（平成15年）現在、発掘調査は休止しており、調査地区は砂で埋め戻されている。同年春に守山登山道入口脇に案内看板が設置され、調査の概要や全景写真などが掲載され、紹介されている。

## 発掘調査の結果

### 円成寺の遺構
いくつかの建物の跡と、それぞれを区切る区画溝、池の跡などが検出されている。

### 北条氏邸の遺構
現在、調査中のため詳細は不明。